# گابریل ریبل
گابریل ریبل یا گابریله رابل (انگلیسی: Gabriele Rabel؛ 1880 – اوت ۱۹۶۳ (۸۲−۸۳ سال)) فیزیک‌دان، گیاه‌شناس اهل اتریش بود.

## زندگی‌نامه
گابریله رابل در سال ۱۸۸۰ در وین، به عنوان جوان‌ترین فرزند از سه فرزندِ یک وکیل مرفه وینی به دنیا آمد.
رابل تحصیلاتش را در دانشگاه وین زیر نظر ریچارد وتشتاین در زمینهٔ گیاه‌شناسی آغاز کرد. او در ادامه، پژوهش‌های تجربی دربارهٔ سازگاری رنگی برخی گیاهان پایین‌تر با محیط انجام داد. او سپس به مطالعهٔ فیزیک نظری پرداخت و در لایپزیگ و برلین نزد آلبرت اینشتین و ماکس پلانک به تحصیل پرداخت. رابل دکترای خود را در رشتهٔ فیزیک، با رساله‌ای تحت عنوان «شدت برخی خطوط طیف هیدروژن و وابستگی آن به فشار گاز» دریافت کرد.[۴] خاطرات او دربارهٔ پلانک، بینش عمیقی از شخصیت او به عنوان استاد ارائه می‌دهد.[۴][۵]
در سال ۱۹۲۳، رابل به اختلال افسردگی-شیدایی مبتلا شد و به مدت دو سال در آسایشگاهی بستری گردید. او در آن‌جا مطالعهٔ فلسفه را آغاز کرد و با هرمان کایزرلینگ و رودولف اشتاینر کار کرد.
او سپس به زبان‌شناسی علاقه‌مند شد و پژوهش‌هایی را در آرشیو گوته در وایمار انجام داد. رابل در سال ۱۹۲۷ کتاب «گوته و کانت» (Goethe und Kant) را منتشر کرد و همچنین آثاری دربارهٔ یوهان ولفگانگ فون گوته و ایمانوئل کانت نوشت. در سال ۱۹۳۲، او در حالی که هنوز به عنوان دانشمند در آلمان فعالیت می‌کرد، همکار ثابتِ نشریهٔ «ساینس سرویس» شد و در آن‌جا دربارهٔ موضوعات گوناگونی از جمله دیرینه‌شناسی، سیفلیس، جابه‌جایی قاره‌ها، روان‌درمانی و شعر مطلب می‌نوشت.
در مه ۱۹۴۰، رابل به دلیل وضعیت نامساعد اقتصادی و سیاسی در آلمانِ پیش از جنگ جهانی دوم، به انگلستان مهاجرت کرد. او سپس به مدت چهار سال در ایالات متحده به سخنرانی پرداخت. طی دهه‌های ۱۹۳۰ و ۱۹۴۰ او دربارهٔ تکامل، ژنتیک و شارل اول اتریش مطالبی نوشت و در کمبریج زندگی کرد.
رابل در ۲۷ اوت ۱۹۶۳ در کمبریج انگلستان درگذشت. اسناد و نوشته‌های او اکنون در مرکز آرشیو چرچیل در کالج چرچیل کمبریج نگهداری می‌شود.

## خاطرات روزانه
گابریله رابل در تمام طول زندگی خود خاطرات روزانه‌ای نوشت که در آن‌ها به تفصیل به شرح فعالیت‌هایش در حوزه‌های زیست‌شناسی، فیزیک نظری، فلسفه و زبان‌شناسی، و نیز زندگی خود در آلمان و اتریش از اواخر قرن نوزدهم تا اواخر دههٔ ۱۹۲۰ و در ایالات متحده در پایان دههٔ ۱۹۲۰ پرداخته است. او همچنین در این خاطرات به توصیف دانشمندان و فیلسوفان مشهوری می‌پردازد که با آن‌ها همکاری داشته یا نزدشان تحصیل کرده بود. در سن هشتاد سالگی و زمانی که در نزدیکی کمبریج اقامت داشت، تصمیم گرفت بخش‌هایی از این خاطرات را ترجمه کند. این ترجمه‌ها به همراه نامه‌هایش بخش عمده‌ای از مجموعهٔ اسناد او را تشکیل می‌دهند. خاطرات رابل به‌ویژه از این جهت ارزشمندند که اطلاعاتی دربارهٔ زندگی و شخصیت چهره‌هایی همچون دانشمندان ریچارد وتشتاین، ماکس پلانک و آلبرت اینشتین و فیلسوفانی چون هرمان کایزرلینگ و رودولف اشتاینر به ما می‌دهند.